# Kawade Shobō Shinsha
Kawade Shobō Shinsha (株式会社河出書房新社, Kabushiki Kaisha Kawade Shobō Shinsha), anciennement Kawade Shobō (河出書房), est une maison d'édition fondée en 1886 au Japon et dont le siège est à Higashigokencho, Shinjuku, quartier de Tokyo. Elle publie le magazine littéraire Bungei et organise le prix Bungei.

## Histoire
En 1886, le libraire Seiichirō Kawade (1857-1936) ouvre à Nihonbashi, quartier de Tokyo, une succursale de la librairie Seibidō, alors basée dans la préfecture de Gifu. En 1888, elle devient indépendante et publie principalement des manuels et des ouvrages de référence dans les domaines des mathématiques, de la physique, de la géographie et de l'agriculture.
En 1933, la maison d'édition Kawade Shobō voit le jour, créée par le gendre et successeur de Seiichirō, Takao Kawade (1901-1965). La maison commence à publier des livres de genre littéraire, artistique et philosophique. En 1944, la maison d'édition rachète à Kaizōsha le magazine littéraire Bungei. En juillet 1949, Kawade Shobō publie le succès de librairie de Yukio Mishima, Confessions d'un masque.
En 1957, Kawade Shobō fait faillite et une nouvelle société nommée Kawade Shobō Shinsha est créée le 2 mai 1957. La publication de Bungei est interrompue et ne revoit le jour qu'en 1962, aux côtés du prix Bungei, qui récompense le meilleur livre d'un auteur n'ayant pas encore publié. Le premier récipiendaire est Kazumi Takahashi, pour son premier roman, Hi no utsuwa (non traduit). Beaucoup de jeunes auteurs se serviront de ce prix comme d'un tremplin pour leur carrière, dont Yasuo Tanaka, Eimi Yamada, Tomoyuki Hoshino, Maki Kashimada, Risa Wataya, Nanae Aoyama, etc.